# Romhány
Romhány es un pueblo ubicado en el condado de Nógrád, Hungría.

## Superficie
Posee una superficie de 25,47 kilómetros cuadrados.

## Demografía
Hasta 2021 la población era de 2189 habitantes, con una densidad de población de 85,94 habitantes por kilómetro cuadrado.